# HOXB4
HOXB4‏ (Homeobox B4) هوَ بروتين يُشَفر بواسطة جين HOXB4 في الإنسان.